# Lema del pegado
En topología, una rama de las matemáticas, el lema del pegado es un resultado fundamental que da condiciones para que al "pegar" un conjunto de funciones continuas se obtenga como resultado una función que también sea continua. Por "pegar" entendemos construir la función, definida en la unión de los dominios de las funciones originales, que asigna a cada punto el valor que le asigna la función original definida en el dominio en que esté, es decir, si las funciones son {\displaystyle f_{i}\colon A_{i}\rightarrow X}, pegarlas resulta en la función {\displaystyle f\colon \bigcup A_{i}\rightarrow X} definida por {\displaystyle f(x)=f_{i}(x)} si {\displaystyle x\in A_{i}}. Claramente, las funciones originales deben coincidir en las intersecciones de sus dominios para que el pegado esté bien definido.
El lema del pegado es fundamental en topología algebraica: sirve para demostrar que la homotopía de funciones es una relación de equivalencia y para construir el grupo fundamental de un espacio topológico (para definir la operación de ese grupo, pues permite que al concatenar caminos continuos se obtenga también un camino continuo).

## Enunciado
Sean {\displaystyle X=\bigcup _{i\in I}X_{i}} e {\displaystyle Y} espacios topológicos y consideremos en {\displaystyle X_{i},\ i\in I}, la topología inducida por la de {\displaystyle X}. Sean entonces las funciones {\displaystyle f_{i}\colon X_{i}\rightarrow Y} continuas, {\displaystyle i\in I}, satisfaciendo que {\displaystyle \forall i,j\in I,\ \forall x\in X_{i}\cap X_{j},\quad f_{i}(x)=f_{j}(x)} (esta condición es necesaria para poder definir bien el pegado).
Supongamos además que se satisface alguna de las siguientes dos condiciones:
1. {\displaystyle \forall i\in I\quad X_{i}} es abierto en {\displaystyle X}.
2. {\displaystyle \forall i\in I\quad X_{i}} es cerrado en {\displaystyle X} e {\displaystyle I} es finito.

Entonces, la función pegado {\displaystyle f\colon X\rightarrow Y} definida como {\displaystyle f(x)=f_{i}(x)} si {\displaystyle x\in X_{i}} está bien definida y es continua.

## Condiciones necesarias
Veamos que es necesario que se satisfaga alguna de las dos condiciones 1 o 2 anteriores, pues si no el pegado podría no ser continuo. 
Veamos primero un contraejemplo en caso de que todos los conjuntos no sean abiertos (o cerrados). Este es más sencillo, pues podemos tomar {\displaystyle X=\mathbb {R} } y {\displaystyle X_{1}=(-\infty ,0),X_{2}=[0,+\infty )}. Tenemos que {\displaystyle X=X_{1}\cup X_{2}}. Consideremos las funciones {\displaystyle f_{1}\colon (-\infty ,0)\rightarrow Y=\mathbb {R} } dada por {\displaystyle f_{1}(x)=0\quad \forall x\in X_{1}} y {\displaystyle f_{2}\colon [0,+\infty )\rightarrow \mathbb {R} } dada por {\displaystyle f_{2}(x)=1\quad \forall x\in X_{2}}, que son continuas por ser constantes. Sin embargo, el pegado (que está bien definido porque {\displaystyle X_{1}} y {\displaystyle X_{2}} son disjuntos) no lo es: {\displaystyle f\colon \mathbb {R} \rightarrow \mathbb {R} } definida como {\displaystyle f(x)={\begin{cases}1,\quad {\text{si }}x<0\\0,\quad {\text{si }}x\geq 0\end{cases}}}.
Veamos ahora un contraejemplo en caso de que todos los conjuntos sean cerrados pero haya una cantidad infinita de ellos. Como antes, tomamos {\displaystyle X,Y=\mathbb {R} } y los cerrados en que dividimos {\displaystyle X} son los siguientes: {\displaystyle \{0\},\left\{\left[{\tfrac {1}{n+1}},{\tfrac {1}{n}}\right]\right\}_{n\in \mathbb {Z} _{>0}},\left\{\left[-{\tfrac {1}{n}},-{\tfrac {1}{n+1}}\right]\right\}_{n\in \mathbb {Z} _{>0}},(-\infty ,-1],[1,+\infty )}. En todos ellos definimos la función constante igual a 1 (luego continua), excepto en {\displaystyle \{0\}} donde la definimos igual a 0. Claramente las intersecciones se dan entre los conjuntos distintos del 0, por lo que las funciones valen lo mismo en ellas y podemos definir el pegado. Este en cambio es la función {\displaystyle f(x)={\begin{cases}1,\quad {\text{si }}x\neq 0\\0,\quad {\text{si }}x=0\end{cases}}}, que no es continua.

## Demostración
Veamos que cualquiera de las dos condiciones 1 y 2 es suficiente. Empezamos por la condición 1. Para ver que {\displaystyle f} es continua, tomamos un abierto {\displaystyle U} de {\displaystyle Y} arbitrario y vemos que su antiimagen {\displaystyle f^{-1}(U)} es un abierto de {\displaystyle X}. Pero por definición del pegado, {\displaystyle f^{-1}(U)=\bigcup _{i\in I}f_{i}^{-1}(U)}. Como {\displaystyle f_{i}} es continua, {\displaystyle f_{i}^{-1}(U)} es un abierto de {\displaystyle X_{i}}. Si fueran abiertos de {\displaystyle X} habríamos acabado por definición de topología ({\displaystyle f^{-1}(U)} sería unión arbitraria de abiertos de {\displaystyle X}, luego también abierto de {\displaystyle X}). Sólo tenemos, sin embargo, que son abiertos de {\displaystyle X_{i}}. Pero por definición de topología inducida, esto quiere decir que {\displaystyle f_{i}^{-1}(U)=V\cap X_{i}} para {\displaystyle V} abierto de {\displaystyle X}. Como {\displaystyle X_{i}} también es abierto de {\displaystyle X} (por hipótesis), entonces {\displaystyle f_{i}^{-1}(U)=V\cap X_{i}} también lo es, por definición de topología. Y esto es lo que queríamos, pues ahora {\displaystyle f^{-1}(U)=\bigcup _{i\in I}f_{i}^{-1}(U)} es un abierto de {\displaystyle X}. Como {\displaystyle U} era arbitrario, tenemos la continuidad.
Para la condición 2 procedemos de forma similar pero razonando con cerrados. Tomamos {\displaystyle D\subseteq Y} cerrado. Tenemos que {\displaystyle f^{-1}(D)=\bigcup _{i\in I}f_{i}^{-1}(D)}. Como {\displaystyle f_{i}} es continua, {\displaystyle f_{i}^{-1}(D)} es un cerrado de {\displaystyle X_{i}}, por lo que se puede escribir como {\displaystyle E\cap X_{i}}, con {\displaystyle E} un cerrado de {\displaystyle X}. Como {\displaystyle X_{i}} también es un cerrado de {\displaystyle X}, por definición de topología, {\displaystyle f_{i}^{-1}(D)=E\cap X_{i}} es un cerrado de {\displaystyle X}. Y esto para cada {\displaystyle i\in I}. Por tanto, {\displaystyle f^{-1}(D)=\bigcup _{i\in I}f_{i}^{-1}(D)}, al ser una unión finita de cerrados, vuelve a ser un cerrado. Como la antiimagen por {\displaystyle f} de cualquier cerrado es cerrada, se sigue la continuidad. {\displaystyle \quad \square }